# Justice (série télévisée, 2006)
Pour les articles homonymes, voir Justice (homonymie).
Justice est une série télévisée américaine en treize épisodes de 43 minutes créée par Tyler Bensinger et David McNally, produite par Jerry Bruckheimer dont douze épisodes ont été diffusés entre le 30 août et le 22 décembre 2006 sur le réseau Fox et en simultané sur le réseau CTV au Canada.
En France, elle a été diffusée à partir du 26 juin 2011 sur France 2. Elle reste inédite dans les autres pays francophones.

## Synopsis
La série qui raconte l'histoire de quatre grands avocats à la tête d'un cabinet de renom : TNT&G (Trott, Nicholson, Tuller & Graves).

## Distribution

### Acteurs principaux
- Victor Garber (VF : Jean-Luc Kayser) : Ron Trott
- Kerr Smith (VF : Hervé Rey) : Tom Nicholson
- Rebecca Mader (VF : Caroline Beaune) : Alden Tullen
- Eamonn Walker (VF : Antoine Tomé) : Luther Graves

### Acteurs récurrents
- Aunjanue Ellis (VF : Chantal Baroin) : Miranda Lee (9 épisodes)
- Mark Deklin (VF : Mathieu Buscatto) : Dr Matthew Shaw (7 épisodes)
- Katherine LaNasa (VF : Dominique Vallée) : Suzanne Fulcrum (6 épisodes)

 Source et légende : version française (VF) sur RS Doublage

## Épisodes
1. Le Mari éploré (Pilot)
2. Trop belle pour être honnête (Pretty Woman)
3. Derrière le rideau orange (Behind the Orange Curtain)
4. Sexe, mensonges et toxicos (Addicts)
5. Dernier tour de manège (Wrongful Death)
6. La Tête de l'emploi (Crucified)
7. La Spirale de la mort (Death Spiral)
8. L'Île aux requins (Shark Week)
9. Coup de fusil (Shotgun)
10. Légitime défense (Filicide)
11. Seconde inculpation (Prior Convictions)
12. Fête de Noël (Christmas Party)
13. Faux aveux (False Confession)

## Commentaires
Le parcours de la série aux États-Unis a été chaotique. Diffusée sur le réseau Fox, la série a été déplacée après seulement cinq épisodes du mercredi au lundi. À la suite de l’échec de cette nouvelle stratégie, le programme a été expédié le vendredi soir, une soirée généralement désertée par les Américains. Dans cette case, souvent synonyme de mort annoncée pour ses occupants, les audiences se sont naturellement effondrées avec seulement 4,3 millions de présents. Elle a finalement été annulée après seulement douze épisodes, le dernier n'a d’ailleurs jamais été diffusé.